# Christina Marie Holzapfel
Christina Marie Holzapfel (n. 1942) es una botánica, zoóloga estadounidense, que ha realizado extensas expediciones a las islas Canarias. Desarrolla actividades académicas en la Universidad de Míchigan.
Se ha especializado en la familia de Boraginaceae, con énfasis en el género Echium. Es investigadora del "Missouri Botanical Garden", St. Louis.

## Algunas publicaciones
- w.e. Bradshaw, c.m. Holzapfel. 1989. Life-historical consequences of density- dependent selection in the pitcher-plant mosquito, Wveomvia smithii. Am. Naturalist 133:869-887

### Libros
- 1975. Zoogeography of the Acridoidea '(Insecta: Orthoptera)' in the Canary Islands. Editor Xerox Univ. Microfilms, 213 pp.

- 1972. The Genus Calliphona (Orthoptera: Tettigoniidae). Occasional papers 663. Vol. 5 de Evolution in the Canary Islands. Con Irving James Cantrall. Editor Museum of Zoology, Univ. of Michigan, 22 pp.

- 1972. Two New Arminda (Orthoptera; Acrididae; Catantopinae) from the Canary Islands: With Notes on the Arminda Brunneri Complex on Tenerife. Occasional papers 662. Vol. 3 de Evolution in the Canary Islands. Editor Museum of Zoology, Univ. of Michigan, 16 pp.

- 1970. Zoogeography of the Acridoidea (Insecta:Orthoptera) in the Canary ... 426 pp.

- La abreviatura «Holzapfel» se emplea para indicar a Christina Marie Holzapfel como autoridad en la descripción y clasificación científica de los vegetales.[1]

## Abreviatura (zoología)
La abreviatura Holzapfel  se emplea para indicar a Christina Marie Holzapfel como autoridad en la descripción y taxonomía en zoología.

Se poseen 5 registros de sus identificaciones y nombramientos.